# Irena Pavlič
Irena Pavlič (madžarsko Pavlics Irén), slovenska narodna delavka in urednica v Porabju na Madžarskem, * 15. november 1934, Slovenska ves; † 2. februar 2022, Budimpešta.
Pavličeva je leta 1956 diplomirala na Visoki pedagoški šoli v Szegedu, nato je do 1972 poučevala na šoli v Števanovcih, nakar je bila do 1990 višja referentka za slovenska vprašanja pri Demokratični zvezi južnih Slovanov v Budimpešti. Leta 1990 je prevzela mesto tajnice pri Zvezi Slovencev na Madžarskem in Slovenskega društva v Budimpešti, nazadnje njegova častna predsednica. V Narodnih novinah je urejala slovensko rubriko, bila je urednica slovenske priloge Narodnega kalendarja in od 1986 samostojnega Slovenskega koledarja. Objavila je več razprav o porabskih Slovencih.